# Tetragnatha vermiformis
Tetragnatha vermiformis är en spindelart som beskrevs av James Henry Emerton 1884. Tetragnatha vermiformis ingår i släktet sträckkäkspindlar, och familjen käkspindlar. Inga underarter finns listade i Catalogue of Life.